# Hebe (mitología)
En la mitología griega, Hebe o Heba (en griego antiguo Ἥβη Hḗbē; en griego moderno Ήβη Ívi), «la de áurea corona» es una diosa menor que reside en el Olimpo y personifica la eterna juventud. Es descrita como hija de Zeus y Hera. Su equivalente en la mitología romana era Juventas o Juventud. En el arte solía ser representada llevando un vestido blanco sin mangas, cargando una vasija dorada que contenía agua o néctar para los demás dioses. 
En los textos hesiódicos Hebe es descrita en cuanto a su abolengo. Se nos dice que Zeus tomó en último lugar a Hera como su legítima esposa, y «ésta parió a Hebe, Ares e Ilitía en contacto amoroso con el rey de dioses y hombres». Después, en la sección que describe el matrimonio entre dioses, se dice que el fornido Heracles, al término de sus penosos trabajos, y ahora como inmortal, hizo a Hebe su venerable esposa en el nevado Olimpo. En el Catálogo de mujeres se nos vuelve a citar que Heracles poseyó a Hebe pero que Hera, que antes odiaba a Heracles, ahora lo honra más que a los demás inmortales y solo por debajo de Zeus. No obstante, según el Primer Mitógrafo Vaticano, Hebe nació de una lechuga que comió Hera.
En los textos homéricos Hebe era la asistenta de los dioses. Mientras los dioses celebraban asambleas sentados junto al gran Zeus era Hebe la escanciadora de néctar. También ayuda a Hera a enganchar los caballos a su carro y bañaba y vestía a su hermano Ares. También se la menciona, como «de lindos tobillos», una vez más como la esposa de Heracles. Fruto de la unión entre Hebe y Heracles nacieron dos hijos, Alexiares y Aniceto, aunque estos no poseen mitos propios. En un fragmento de Calímaco se dice que Inacia (Ilitía) asiste a los dolores de parto de su hermana, por lo que es de suponer que se refiera al alumbramiento de los hijos de Hebe. Hebe, junto a las Cárites, las Horas, Harmonía y Afrodita, danzan, tomándose unas a otras las manos por la muñeca, al son de las melodías de Apolo y las Musas.
Cicerón dice que tanto Hebe como Ganimedes servían como coperos de los dioses, dispensando néctar y ambosía en los banquetes.  Los Mitógrafos Vaticanos en este punto dan varias versiones únicas. Se dice que Ganimedes fue nombrado copero de los dioses después de que Hebe fuera destituida de ese cargo. Por ello Hera se enfadó con los troyanos.  O bien Hebe, la primera copera de los dioses, era hija de Minos.  El razonamiento de la supuesta expulsión de Hebe aparece fuera de la mitología clásica, en una historia moralizante en el siglo XVI por la Iglesia de Inglaterra. Se afirmaba en una nota de un diccionario inglés-latín que Hebe se había caído al suelo mientras asistía a los dioses, lo que provocó que su vestido se desabrochara, exponiendo públicamente su cuerpo desnudo. Aunque no existe una fuente literaria o artística clásica para este relato, la historia se modificó para que sirviera de advertencia a las mujeres para que se cubrieran modestamente en todo momento, ya que la iglesia consideraba vergonzosas las mujeres desnudas.
Fue adorada en Atenas, donde tenía un altar en el Cinosargo, cerca del de Heracles. Con el nombre de Ganimeda (Γανυμήδα, Ganiméda, femenino de Ganimedes) o Día (Δία, Diá, «hija de Zeus»), fue también adorada en una arboleda sagrada en Sición y Fliunte.
Se dice que Hebe tenía un poder único y era el de restaurar la juventud perdida. Se cuenta, en efecto, que Yolao, ya envejecido, suplicó a los dioses que le concedieran el vigor que había tenido durante su juventud, para poder derrotar así a Euristeo. Hebe, vencida por los ruegos de su marido, restauró la juventud de Yolao durante unas pocas horas. Filóstrato dice que Hebe es la responsable de que los dioses se mantengan eternamente jóvenes y también la llama las más joven y la más vieja de las divinidades. Baquílides la personifica como la Realeza (Basileia), dice que es hija de Zeus, y parece administrar personalmente las cosas relativas a la inmortalidad, aunque es probable que se refiera a Atenea.
Su equivalente en la mitología romana era Juventas, y era tradición que los muchachos le ofrecieran una moneda cuando vestían por primera vez la toga de los adultos, la toga viril. Juventas fue adorada desde época muy temprana, pues su capilla en el Capitolio existía antes de que se construyese el templo de Júpiter. Otro templo de Juventas, situado en el Circo Máximo, fue jurado por el cónsul Marco Livio tras la derrota de Asdrúbal, en el 207 a. C., y consagrado 16 años después.